# كرايغ دافيس
كرايغ مارتن دافيس (بالإنجليزية: Craig Martin Davies)‏ وهو لاعب كرة قدم ويلزي في مركز الهجوم ولد في يوم 9 يناير 1986 في بورتون أبن ترينت في إنجلترا، يلعب حالياً مع نادي بولتون واندررز في إنجلترا وسبق له اللعب مع بريستون نورث ايند ونادي بارنسلي ونادي تشيسترفايلد وبورت فايل ونادي يوفيل تاون ونادي برايتون أند هوف ألبيون وستوكبورت كونتي وأولدهام أتلتيك ووولفرهامبتون واندررز وهيلاس فيرونا في إيطاليا وأوكسفورد يونايتد ومانشستر سيتي وشروزبري تاون ولعب مع منتخب ويلز لكرة القدم.

## مسيرته الكروية
لعب كرايغ دافيس خلال مسيرته الاحترافية مع 15 ناديًا في أربعة وعشرون موسمًا وسجل خلالها 104 هدف ضمن 461 مباراة. ولم يفز بأي موسم بالكأس أو بالدوري.
خاض كرايغ دافيس مسيرته مع نادي أكسفورد يونايتد في موسم 2004–05 ولمدة موسمين، مشاركًا في 48 مباراة سجل خلالها 8 أهداف. ثم انتقل إلى نادي هيلاس فيرونا في موسم 2005–06 لمدة موسم واحد، حيث شارك في مباراة ولم يسجل أي هدف. لينتقل بعدها إلى نادي وولفرهامبتون واندررز في موسم 2006–07 لمدة موسم واحد، مشاركًا في 23 مباراة ولم يسجل أي هدف أيضًا. ثم انتقل إلى نادي أولدهام أثلتيك في موسم 2007–08 في المرة الأولى ولمدة موسمين ثم في موسم 2017–18 لمدة موسم واحد، مشاركًا طوالها في 84 مباراة سجل خلالها 21 هدفًا. هذا وانتقل لاحقًا إلى نادي برايتون أند هوف ألبيون في موسم 2008–09 ولمدة موسمين، مشاركًا في 21 مباراة سجل خلالها هدفًا واحدًا. ثم انتقل بعدها إلى نادي بورت فايل في موسم 2009–10 لمدة موسم واحد، مشاركًا في 24 مباراة سجل خلالها 7 أهداف. ليعود وينتقل من جديد، لكن هذه المرة إلى نادي تشيسترفيلد في موسم 2010–11 لمدة موسم واحد، مشاركًا في 41 مباراة سجل خلالها 23 هدفًا. لينتقل بعدها إلى نادي بارنسلي في موسم 2011–12 ولمدة موسمين، مشاركًا في 60 مباراة سجل خلالها 19 هدفًا. ثم لعب في نادي بولتون واندررز في موسم 2012–13 في المرة الأولى ولمدة موسمين ثم في موسم 2014–15 لمدة موسم واحد، مشاركًا طوالها في 53 مباراة سجل خلالها 10 أهداف. ليعود ويرتحل عنه إلى نادي بريستون نورث إيند في موسم 2013–14 لمدة موسم واحد، مشاركًا في 15 مباراة سجل خلالها 5 أهداف. ثم انتقل إلى نادي ويغان أتلتيك في موسم 2015–16 ولمدة موسمين، مشاركًا في 40 مباراة سجل خلالها 3 أهداف. لينتقل بعدها إلى نادي سكونثورب يونايتد في موسم 2016–17 لمدة موسم واحد، مشاركًا في 19 مباراة ولم يسجل أي هدف. ثم انتقل إلى نادي مانسفيلد تاون في موسم 2018–19 ولمدة موسمين، مشاركًا في 19 مباراة سجل خلالها هدفين.

## روابط خارجية
- كرايغ دافيس على موقع قاعدة بيانات كرة القدم.إي يو (الإنجليزية)
- كرايغ دافيس على موقع ناشيونال فوتبول تيمز (الإنجليزية)
- كرايغ دافيس على موقع Soccerbase.com (لاعب) (الإنجليزية)
- كرايغ دافيس على موقع Soccerway.com (الإنجليزية)
- كرايغ دافيس على موقع عالم كرة القدم.نت (الإنجليزية)